# Sistema hidráulico de Shushtar

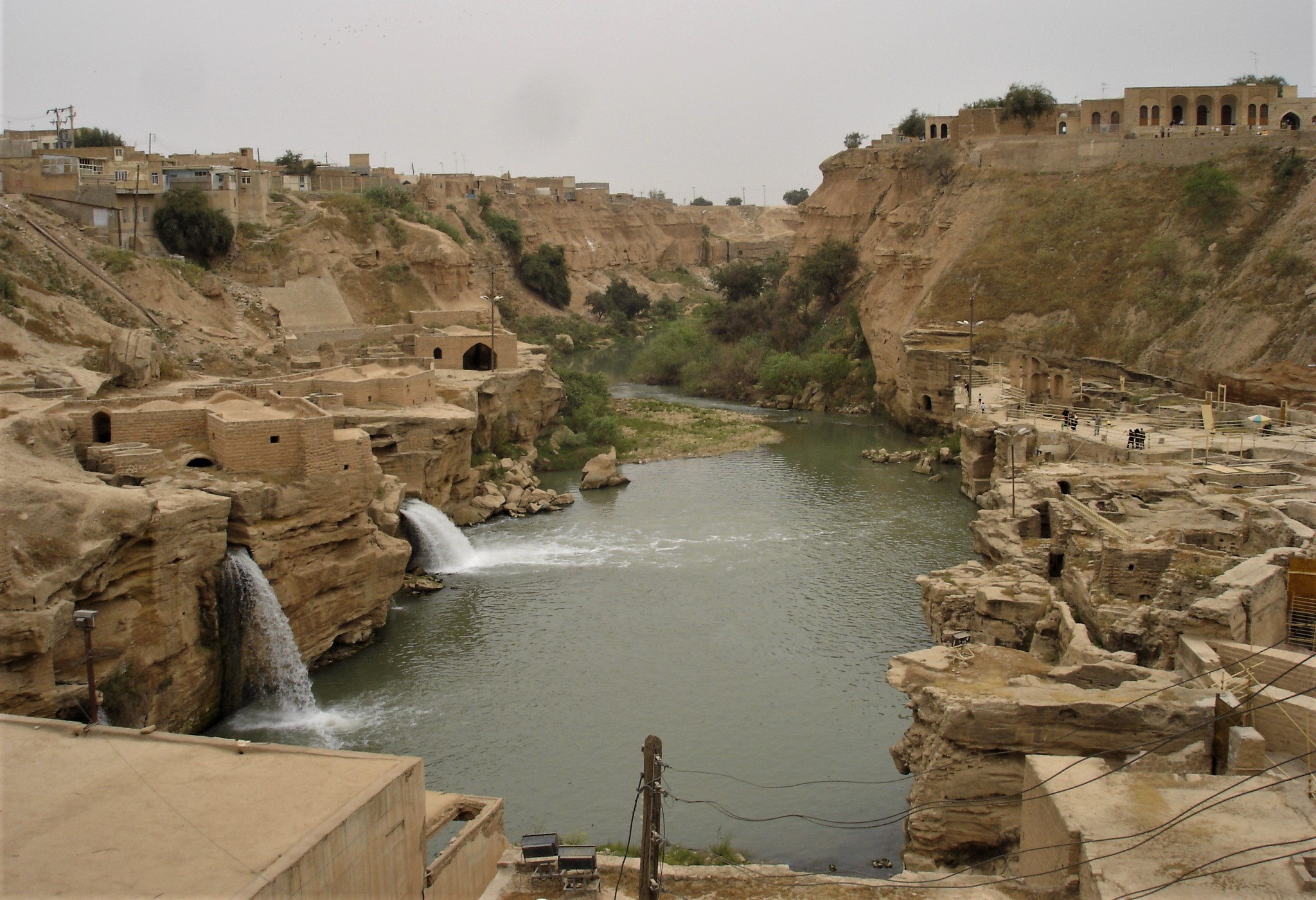
Sistema hidráulico de Shushtar

El sistema hidráulico de Shushtar es un conjunto de estructuras del siglo V a. C., usado para abastecer de agua a esa ciudad.
Desde 2009 es considerado Patrimonio de la Humanidad por la UNESCO.

## Descripción
Su construcción se remonta al siglo V a. C. por orden de Darío el Grande. El desarrollo que ha sufrido a lo largo de los siglos nos permiten observar las técnicas utilizadas por los elamitas, los pueblos de la Mesopotamia y los nabateos.
El sistema se compone de dos canales que extraen agua del río Karun. Uno de los dos, el Canal de Garga, todavía se utiliza para llevar agua a la ciudad. Su conducto subterráneo lleva agua a los molinos de la zona.
El canal llega a la ciudad desde el sur, creando una gran área plantada con orquídeas. Esta planta se llama Mianâb (paraíso).
El área protegida según la UNESCO incluye el castillo Salâsel, una torre para medir la altura de agua, molinos, puentes y presas.